# Athlétisme aux Jeux olympiques d'été de 1924, résultats détaillés
Pour les podiums, voir Athlétisme aux Jeux olympiques d'été de 1924 :

## Sprint

### 100 mètres hommes
| Médaille | Nom             | Pays                                        | Performance |
| -------- | --------------- | ------------------------------------------- | ----------- |
| 1        | Harold Abrahams | Royaume-Uni de Grande-Bretagne et d'Irlande | 10 s 6 (RO) |
| 2        | Jackson Scholz  | États-Unis                                  | 10 s 7      |
| 3        | Arthur Porritt  | Nouvelle-Zélande                            | 10 s 8      |
| 4        | Chester Bowman  | États-Unis                                  | 10 s 9      |
| 5        | Charlie Paddock | États-Unis                                  | 10 s 9      |
| 6        | Loren Murchison | États-Unis                                  | 11 s 0      |

### 200 mètres hommes
| Médaille | Nom             | Pays                                        | Performance |
| -------- | --------------- | ------------------------------------------- | ----------- |
| 1        | Jackson Scholz  | États-Unis                                  | 21 s 6 (RO) |
| 2        | Charlie Paddock | États-Unis                                  | 21 s 7      |
| 3        | Eric Liddell    | Royaume-Uni de Grande-Bretagne et d'Irlande | 21 s 9      |
| 4        | George Hill     | États-Unis                                  | 22 s 0      |
| 5        | Bayes Norton    | États-Unis                                  | 22 s 0      |
| 6        | Harold Abrahams | Royaume-Uni de Grande-Bretagne et d'Irlande | 22 s 3      |

### 400 mètres hommes
| Médaille | Nom           | Pays                                        | Performance |
| -------- | ------------- | ------------------------------------------- | ----------- |
| 1        | Eric Liddell  | Royaume-Uni de Grande-Bretagne et d'Irlande | 47 s 6 (RM) |
| 2        | Horatio Fitch | États-Unis                                  | 48 s 4      |
| 3        | Guy Butler    | Royaume-Uni de Grande-Bretagne et d'Irlande | 48 s 6      |
| 4        | David Johnson | Canada                                      | 48 s 8      |
| 5        | John Taylor   | États-Unis                                  | 56 s 0      |
| 6        | Josef Imbach  | Suisse                                      | DNF         |

## Course de demi-fond

### 800 mètres hommes
| Médaille | Nom                | Pays                                        | Performance  |
| -------- | ------------------ | ------------------------------------------- | ------------ |
| 1        | Douglas Lowe       | Royaume-Uni de Grande-Bretagne et d'Irlande | 1 min 52 s 4 |
| 2        | Paul Martin        | Suisse                                      | 1 min 52 s 6 |
| 3        | Schuyler Enck      | États-Unis                                  | 1 min 53 s 0 |
| 4        | Henry Stallard     | Royaume-Uni de Grande-Bretagne et d'Irlande | 1 min 53 s 0 |
| 5        | William Richardson | États-Unis                                  | 1 min 53 s 7 |
| 6        | Ray Dodge          | États-Unis                                  | 1 min 54 s 2 |
| 7        | John Watters       | États-Unis                                  | 1 min 54 s 2 |
| 8        | Charles Hoff       | Norvège                                     | 1 min 56 s 7 |

### 1 500 mètres hommes
| Médaille | Nom             | Pays                                        | Performance       |
| -------- | --------------- | ------------------------------------------- | ----------------- |
| 1        | Paavo Nurmi     | Finlande                                    | 3 min 53 s 6 (RO) |
| 2        | Willy Schärer   | Suisse                                      | 3 min 55 s 0      |
| 3        | Henry Stallard  | Royaume-Uni de Grande-Bretagne et d'Irlande | 3 min 55 s 6      |
| 4        | Douglas Lowe    | Royaume-Uni de Grande-Bretagne et d'Irlande | 3 min 57 s 0      |
| 5        | Raymond Buker   | États-Unis                                  | 3 min 58 s 6      |
| 6        | Lloyd Hahn      | États-Unis                                  | 3 min 59 s 0      |
| 7        | Ray Watson      | États-Unis                                  | 3 min 59 s 9      |
| 8        | Frej Liewendahl | Finlande                                    | 4 min 0 s 3       |

## Course de fond

### 3 000 mètres par équipe
| Médaille | Nom                                            | Pays                                        | Performance |
| -------- | ---------------------------------------------- | ------------------------------------------- | ----------- |
| 1        | Paavo Nurmi Ville Ritola Elias Katz            | Finlande                                    | 8 pts       |
| 2        | Bernhard McDonald Harry Johnston George Webber | Royaume-Uni de Grande-Bretagne et d'Irlande | 14 pts      |
| 3        | Edward Kirby William Cox Willard Tibbetts      | États-Unis                                  | 25 pts      |
| 4        | Paul Bontemps Armand Burtin Léonard Mascaux    | France                                      | 31 pts      |

### 5 000 mètres hommes
| Médaille | Nom                      | Pays                                        | Performance        |
| -------- | ------------------------ | ------------------------------------------- | ------------------ |
| 1        | Paavo Nurmi              | Finlande                                    | 14 min 31 s 2 (RO) |
| 2        | Ville Ritola             | Finlande                                    | 14 min 31 s 4      |
| 3        | Edvin Wide               | Suède                                       | 15 min 1 s 8       |
| 4        | John Romig               | États-Unis                                  | 15 min 12 s 4      |
| 5        | Eino Seppälä             | Finlande                                    | 15 min 18 s 4      |
| 6        | Charles Clibbon          | Royaume-Uni de Grande-Bretagne et d'Irlande | 15 min 29 s 0      |
| 7        | Lucien Dolquès           | France                                      | 15 min 33 s 0      |
| 8        | Axel Eriksson-Ejderfeldt | Suède                                       | 15 min 38 s 0      |

### 10 000 mètres hommes
| Médaille | Nom             | Pays                                        | Performance        |
| -------- | --------------- | ------------------------------------------- | ------------------ |
| 1        | Ville Ritola    | Finlande                                    | 30 min 23 s 2 (RM) |
| 2        | Edvin Wide      | Suède                                       | 30 min 55 s 2      |
| 3        | Eero Berg       | Finlande                                    | 31 min 43 s 0      |
| 4        | Väinö Sipilä    | Finlande                                    | 31 min 50 s 2      |
| 5        | Ernest Harper   | Royaume-Uni de Grande-Bretagne et d'Irlande | 31 min 58 s 0      |
| 6        | Halland Britton | Royaume-Uni de Grande-Bretagne et d'Irlande | 32 min 6 s 0       |
| 7        | Guillaume Tell  | France                                      | 32 min 12 s 0      |
| 8        | Earl Johnson    | États-Unis                                  | 32 min 17 s 0      |

## Courses de haies

### 110 mètres haies hommes
| Médaille | Nom                      | Pays                   | Performance |
| -------- | ------------------------ | ---------------------- | ----------- |
| 1        | Daniel Kinsey            | États-Unis             | 15 s 0      |
| 2        | Sydney Atkinson          | Union d'Afrique du Sud | 15 s 0      |
| 3        | Sten Pettersson          | Suède                  | 15 s 4      |
| 4        | Carl-Axel Christiernsson | Suède                  | 15 s 5      |
| 5        | Karl Anderson            | Suède                  | 15 s 8      |
| 6        | George Guthrie           | États-Unis             | DQ          |

### 400 mètres haies hommes
| Médaille | Nom                | Pays                                        | Performance |
| -------- | ------------------ | ------------------------------------------- | ----------- |
| 1        | Morgan Taylor      | États-Unis                                  | 52 s 6      |
| 2        | Erik Wilén         | Finlande                                    | 53 s 8 (RO) |
| 3        | Ivan Riley         | États-Unis                                  | 54 s 2      |
| 4        | Géo André          | France                                      | 56 s 2      |
| 5        | Frederick Blackett | Royaume-Uni de Grande-Bretagne et d'Irlande | DQ          |
| 6        | Charles Brookins   | États-Unis                                  | DQ          |

### 3 000 mètres steeple hommes
| Médaille | Nom             | Pays                                        | Performance       |
| -------- | --------------- | ------------------------------------------- | ----------------- |
| 1        | Ville Ritola    | Finlande                                    | 9 min 33 s 6 (RO) |
| 2        | Elias Katz      | Finlande                                    | 9 min 44 s 0      |
| 3        | Paul Bontemps   | France                                      | 9 min 45 s 2      |
| 4        | Marvin Rick     | États-Unis                                  | 9 min 56 s 4      |
| 5        | Karl Ebb        | Finlande                                    | 9 min 57 s 6      |
| 6        | Evelyn Montague | Royaume-Uni de Grande-Bretagne et d'Irlande |                   |
| 7        | Michael Devaney | États-Unis                                  |                   |
| 8        | Albert Isola    | France                                      |                   |

## Relais

### 4 × 100 mètres hommes
| Médaille | Nom                                                           | Pays                                        | Performance |
| -------- | ------------------------------------------------------------- | ------------------------------------------- | ----------- |
| 1        | Louis Clarke Francis Hussey Jeremiah Leconey Loren Murchison  | États-Unis                                  | 41 s 0 (RM) |
| 2        | Harold Abrahams Wilfred Nichol Walter Rangeley Lancelot Royle | Royaume-Uni de Grande-Bretagne et d'Irlande | 41 s 2      |
| 3        | Jaap Boot Harry Broos Jan de Vries Marinus van den Berge      | Pays-Bas                                    | 41 s 8      |
| 4        | Ferenc Gerö Lajos Kurunczy László Muskát Gusztáv Rózsahegyi   | Royaume de Hongrie                          | 42 s 0      |
| 5        | Maurice Degrelle Albert Heise René Mourlon André Mourlon      | France                                      | 42 s 2      |
| 6        | Karl Börner Heinz Hemmi Josef Imbach David Moriaud            | Suisse                                      | DQ          |

### 4 × 400 mètres hommes
| Médaille | Nom                                                                 | Pays                                        | Performance       |
| -------- | ------------------------------------------------------------------- | ------------------------------------------- | ----------------- |
| 1        | Commodore Cochran William Stevenson Oliver MacDonald Alan Helffrich | États-Unis                                  | 3 min 16 s 0 (RM) |
| 2        | Erik Byléhn Nils Engdahl Artur Svensson Gustaf Wejnarth             | Suède                                       | 3 min 17 s 0      |
| 3        | Guy Butler George Renwick Richard Ripley Edward Toms                | Royaume-Uni de Grande-Bretagne et d'Irlande | 3 min 17 s 4      |
| 4        | Horace Aylwin Allan Christie David Johnson William Maynes           | Canada                                      | 3 min 22 s 8      |
| 5        | Raymond Fritz Gaston Féry Francis Galtier Barthélémy Favaudon       | France                                      | 3 min 23 s 4      |
| 6        | Guido Cominotto Alfredo Gargiullo Ennio Maffiolini Luigi Facelli    | Italie                                      | 3 min 28 s 0      |

## Courses sur route

### Marathon hommes
| Médaille | Nom               | Pays                                        | Performance       |
| -------- | ----------------- | ------------------------------------------- | ----------------- |
| 1        | Albin Stenroos    | Finlande                                    | 2 h 41 min 22 s 6 |
| 2        | Romeo Bertini     | Italie                                      | 2 h 47 min 19 s 6 |
| 3        | Clarence DeMar    | États-Unis                                  | 2 h 48 min 14 s 0 |
| 4        | Lauri Halonen     | Finlande                                    | 2 h 49 min 47 s 4 |
| 5        | Sam Ferris        | Royaume-Uni de Grande-Bretagne et d'Irlande | 2 h 52 min 26 s 0 |
| 6        | Manuel Plaza      | Chili                                       | 2 h 52 min 26 s 0 |
| 7        | Boughera El-Ouafi | France                                      | 2 h 54 min 19 s 6 |
| 8        | Gustav Kinn       | Suède                                       | 2 h 54 min 33 s 4 |

### 10 km marche hommes
| Médaille | Nom             | Pays                                        | Performance   |
| -------- | --------------- | ------------------------------------------- | ------------- |
| 1        | Ugo Frigerio    | Italie                                      | 47 min 49 s 0 |
| 2        | Gordon Goodwin  | Royaume-Uni de Grande-Bretagne et d'Irlande | 48 min 37 s 9 |
| 3        | Cecil McMaster  | Union d'Afrique du Sud                      | 49 min 8 s 0  |
| 4        | Donato Pavesi   | Italie                                      | 49 min 17 s 0 |
| 5        | Arthur Schwab   | Suisse                                      | 49 min 50 s 0 |
| 6        | Ernest Clarke   | Royaume-Uni de Grande-Bretagne et d'Irlande | 49 min 59 s 2 |
| 7        | Armando Valente | Italie                                      |               |
| 8        | Luigi Besatra   | Italie                                      |               |

## Sauts

### Saut en hauteur hommes
| Médaille | Nom             | Pays               | Performance |
| -------- | --------------- | ------------------ | ----------- |
| 1        | Harold Osborn   | États-Unis         | 1,98 m (RO) |
| 2        | Leroy Brown     | États-Unis         | 1,95 m      |
| 3        | Pierre Lewden   | France             | 1,92 m      |
| 4        | Thomas Poor     | États-Unis         | 1,88 m      |
| 5        | Jenö Gáspár     | Royaume de Hongrie | 1,88 m      |
| 6        | Helge Jansson   | Suède              | 1,85 m      |
| 7        | Pierre Guilloux | France             | 1,85 m      |
| 8        | Sverre Helgesen | Norvège            | 1,83 m      |

### Saut à la perche hommes
| Médaille | Nom               | Pays       | Performance |
| -------- | ----------------- | ---------- | ----------- |
| 1        | Lee Barnes        | États-Unis | 3,95 m      |
| 2        | Glen Graham       | États-Unis | 3,95 m      |
| 3        | James Brooker     | États-Unis | 3,90 m      |
| 4        | Henry Petersen    | Danemark   | 3,90 m      |
| 5        | Victor Pickard    | Canada     | 3,80 m      |
| 6        | Ralph Spearow     | États-Unis | 3,70 m      |
| 7        | Maurice Henrijean | Belgique   | 3,66 m      |

### Saut en longueur hommes
| Médaille | Nom                    | Pays                                        | Performance |
| -------- | ---------------------- | ------------------------------------------- | ----------- |
| 1        | DeHart Hubbard         | États-Unis                                  | 7,445 m     |
| 2        | Edward Gourdin         | États-Unis                                  | 7,275 m     |
| 3        | Sverre Hilmar Hansen   | Norvège                                     | 7,26 m      |
| 4        | Vilho Tuulos           | Finlande                                    | 7,07 m      |
| 5        | Louis Wilhelme         | France                                      | 6,99 m      |
| 6        | Christopher MacKintosh | Royaume-Uni de Grande-Bretagne et d'Irlande | 6,92 m      |
| 7        | Virgilio Tommasi       | Italie                                      | 6,89 m      |

### Triple saut hommes
| Médaille | Nom            | Pays            | Performance   |
| -------- | -------------- | --------------- | ------------- |
| 1        | Anthony Winter | Australie       | 15,525 m (RM) |
| 2        | Luis Bruneto   | Argentine       | 15,425 m      |
| 3        | Vilho Tuulos   | Finlande        | 15,37 m       |
| 4        | Väinö Rainio   | Finlande        | 15,01 m       |
| 5        | Folke Janson   | Suède           | 14,97 m       |
| 6        | Mikio Oda      | Empire du Japon | 14,35 m       |

## Lancers

### Lancer du poids hommes
| Médaille | Nom             | Pays       | Performance |
| -------- | --------------- | ---------- | ----------- |
| 1        | Clarence Houser | États-Unis | 14,995 m    |
| 2        | Glenn Hartranft | États-Unis | 14,895 m    |
| 3        | Ralph Hills     | États-Unis | 14,64 m     |
| 4        | Hannes Torpo    | Finlande   | 14,45 m     |
| 5        | Norman Anderson | États-Unis | 14,29 m     |
| 6        | Elmer Niklander | Finlande   | 14,26 m     |

### Lancer du disque hommes
| Médaille | Nom             | Pays       | Performance   |
| -------- | --------------- | ---------- | ------------- |
| 1        | Clarence Houser | États-Unis | 46,155 m (RO) |
| 2        | Vilho Niitymaa  | Finlande   | 44,95 m       |
| 3        | Thomas Lieb     | États-Unis | 44,83 m       |
| 4        | Augustus Pope   | États-Unis | 44,42 m       |
| 5        | Ketil Askildt   | Norvège    | 43,405 m      |
| 6        | Glenn Hartranft | États-Unis | 42,49 m       |

### Lancer du marteau hommes
| Médaille | Nom             | Pays                                        | Performance |
| -------- | --------------- | ------------------------------------------- | ----------- |
| 1        | Fred Tootell    | États-Unis                                  | 53,295 m    |
| 2        | Matthew McGrath | États-Unis                                  | 50,84 m     |
| 3        | Malcolm Nokes   | Royaume-Uni de Grande-Bretagne et d'Irlande | 48,875 m    |
| 4        | Erik Eriksson   | Finlande                                    | 48,74 m     |
| 5        | Ossian Skiöld   | Suède                                       | 45,28 m     |
| 6        | James McEachern | États-Unis                                  | 45,22 m     |

### Lancer du javelot hommes
| Médaille | Nom              | Pays       | Performance |
| -------- | ---------------- | ---------- | ----------- |
| 1        | Jonni Myyrä      | Finlande   | 62,69 m     |
| 2        | Gunnar Lindström | Suède      | 60,92 m     |
| 3        | Eugene Oberst    | États-Unis | 58,35 m     |
| 4        | Yrjö Ekqvist     | Finlande   | 57,56 m     |
| 5        | William Neufeld  | États-Unis | 56,96 m     |
| 6        | Erik Blomqvist   | Suède      | 56,85 m     |

## Cross

### Cross individuel hommes
| Médaille | Nom               | Pays                                        | Performance   |
| -------- | ----------------- | ------------------------------------------- | ------------- |
| 1        | Paavo Nurmi       | Finlande                                    | 32 min 54 s 8 |
| 2        | Ville Ritola      | Finlande                                    | 34 min 19 s 4 |
| 3        | Earl Johnson      | États-Unis                                  | 35 min 21 s 0 |
| 4        | Ernest Harper     | Royaume-Uni de Grande-Bretagne et d'Irlande | 32 min 45 s 4 |
| 5        | Gustave Lauvaux   | France                                      | 36 min 44 s 8 |
| 6        | Arthur Studenroth | États-Unis                                  | 36 min 45 s 4 |
| 7        | Carlo Martinenghi | Italie                                      | 37 min 1 s 0  |
| 8        | August Fager      | États-Unis                                  | 37 min 40 s 3 |

### Cross par équipes hommes
| Médaille | Nom                                         | Pays                                        | Performance |
| -------- | ------------------------------------------- | ------------------------------------------- | ----------- |
| 1        | Paavo Nurmi Ville Ritola Heikki Liimatainen | Finlande                                    | 11 pts      |
| 2        | Earl Johnson Arthur Studenroth August Fager | États-Unis                                  | 14 pts      |
| 3        | Henri Lauvaux Gaston Heuet Maurice Norland  | France                                      | 20 pts      |
| 4        |                                             | Royaume-Uni de Grande-Bretagne et d'Irlande | DNF         |
| 5        |                                             | Royaume d'Espagne                           | DNF         |
| 6        |                                             | Suède                                       | DNF         |

## Épreuves combinées

### Pentathlon hommes
| Médaille | Nom             | Pays               | Performance |
| -------- | --------------- | ------------------ | ----------- |
| 1        | Eero Lehtonen   | Finlande           | 14 pts      |
| 2        | Elemér Somfay   | Royaume de Hongrie | 16 pts      |
| 3        | Robert LeGendre | États-Unis         | 18 pts      |
| 4        | Leo Leino       | Finlande           | 23 pts      |
| 5        | Morton Kaer     | États-Unis         | 24 pts      |
| 6        | Hugo Lahtinen   | Finlande           | 27 pts      |

### Décathlon hommes
| Médaille | Nom                          | Pays                   | Performance        |
| -------- | ---------------------------- | ---------------------- | ------------------ |
| 1        | Harold Osborn                | États-Unis             | 7 710,775 pts (RM) |
| 2        | Emerson Norton               | États-Unis             | 7 350,895 pts      |
| 3        | Aleksander Klumberg-Kolmpere | Estonie                | 7 329,360 pts      |
| 4        | Antti Hussari                | Finlande               | 7 005,175 pts      |
| 5        | Edward Sutherland            | Union d'Afrique du Sud | 6 794,142 5 pts    |
| 6        | Ernst Gerspach               | Suisse                 | 6 743,530 pts      |
| 7        | Helge Jansson                | Suède                  | 6 656,160 pts      |
| 8        | Harry Frieda                 | États-Unis             | 6 618,300 pts      |